# Hajós József (kanonok)
Hajós József (Tiborszeg (Szentgyörgyvölgy), Vas vármegye, 1792. december 14. - Veszprém, 1853. szeptember 3.) veszprémi kanonok.

## Életútja
1792-ben született a szombathelyi püspökség soroki majorjában, ahol atyja számadójuhász volt. A szombathelyi Szent Ferenc-rendiek zárdafőnöke szállással és élelemmel látta el a fiút, aki csak így folytathatta tanulmányait. Később mint nevelő került föl Pestre és a veszprémi papnövendékek közé lépett. 1814-től Veszprémben, 1815 és 1819 között pedig a pesti központi nevelőben végezte a teológiát. 1818. szeptember 3-án áldozópappá szentelték föl. Rövid ideig a veszprémi káptalan karkáplánja és 1819 novemberétől 1827-ig a megyei nevelőintézetben tanulmányi felügyelő volt. Ez időtől 1834-ig az egyházi jogot és történelmet tanította, egyúttal házassági védő és a papnevelő aligazgatója, azután 16 évig felsőiszkázi plébános volt. 1846-ban a veszprémi szentszék ülnökévé neveztetett ki és 1850. október 2-án veszprémi kanonok lett. 1852-ben pápai főesperessé és a szeminárium rektorává választották. A felsőiszkázi plébániának 700 pengő forint alapítványt tett.
Egyházi beszédei a Magyar egyházi beszédek gyűjteményében (Uj folyam. Buda 1840-45. III. és IV. k.) jelentek meg.